# ワーク・ソング (ナット・アダレイの曲)
「ワーク・ソング」(Work Song) は、アメリカ合衆国のジャズ・コルネット奏者ナット・アダレイが作曲し、1960年にリバーサイド・レコードからリリースされた同名のアルバム『ワーク・ソング』に収録した楽曲。
ナット・アダレイの兄であるキャノンボール・アダレイも、同じ1960年に出したアルバム『ゼム・ダーティ・ブルース (Them Dirty Blues)』でこの曲を取り上げており、後にはこの曲をタイトル曲としたコンピレーション・アルバム『ワーク・ソング 1960-1969 (Work Song 1960-1969)』も出た。
この曲には、1960年のうちにオスカー・ブラウン・ジュニアによって歌詞が付けられ、彼のアルバム『Sin And Soul』に収録され、翌1961年にはスウェーデンでこの曲をタイトル曲とした4曲入りEPがリリースされた。1964年には、フランスや日本でもこの曲のシングルがリリースされた。
1961年には、ニーナ・シモンもこの曲のシングルを出した（B面は「Memphis In June」）。
日本の歌手、尾藤イサオは、囚人の重労働の様子を歌った内容の松尾実による日本語詞で、1966年11月にこの曲のシングルを出し、翌12月に出たソロ・アルバム『ワーク・ソング』にもタイトル曲としてこの曲を冒頭に収録した。
また、フランスの歌手、クロード・ヌガロは1967年に「シング・シング・ソング (Sing Sing Song)」と題してフランス語の歌詞でこの曲のシングルを出した。
タモリは、1981年に、高平哲郎による日本語詞で「タモリのワーク・ソング」としてこの曲を歌い、B面に「久美ちゃん My Love」（Dear Old Stocholm に歌詞を付けたもの）を収めてシングルとしてリリースした。